# TAI T625
Le TAI T625, également connu sous le nom de Gökbey, est un hélicoptère multi rôle biturbine civil et militaire développé par Turkish Aerospace Industries (TAI).

## La naissance du TAI-T625
Le TAI T625 est surnommé Gökbey, un titre attribué par le président turc Recep Tayyip Erdoğan lors de son vol inaugural. Cette tradition de baptiser les aéronefs sera également suivie pour son grand frère, le TAI T925, dont le premier vol est programmé pour mai 2024. Le programme a été initié pour répondre aux besoins généraux des forces armées turques et d'autres autorités. La décision de lancer ce programme a été prise lors de la réunion du Comité exécutif de l'industrie de la défense (SSİK) le 15 juin 2010. Le budget et le calendrier ont été définis par le SSİK le 3 janvier 2013, suivi par la signature d'un contrat entre SSM (sous-secrétariat aux industries de défense) et TAI le 26 juin 2013.
Le TAI T625 Gökbey est un hélicoptère polyvalent capable de fonctionner efficacement dans des conditions difficiles telles que haute altitude, température élevée, température basse, jour et nuit. Le TAI T625 représente un hélicoptère conçu et produit intégralement avec des ressources turques à 100%. Ce projet, basé sur les connaissances et l'expérience accumulées lors du programme TAI T-129 ATAK, englobe la conception et la production de systèmes critiques tels que la boîte de transmission principale, le rotor, le train d'atterrissage, ainsi que les systèmes structurels et avioniques, tous réalisés intégralement avec des ressources nationales. Ainsi, il a réalisé son premier vol le 6 septembre 2018.
La Gendarmerie turque recevra 3 hélicoptères pour la première phase, ce nombre sera ultérieurement augmenté à 100. L'objectif à terme est de procéder au remplacement complet de la flotte actuelle d'hélicoptères comprenant les modèles S-70, UH-1 et Mi-17.

## Un appareil polyvalent
Il peut être déployé pour des missions variées telles que le transport VIP, le fret, l'ambulance aérienne, la recherche et le sauvetage, ainsi que le transport offshore.
Le cockpit est pourvu de glass cockpit tactiles développés par Aselsan, STM et TAI. Ces dispositifs permettent une navigation IFR (vol de nuit) et en conditions de faible visibilité. Un système de pilotage automatique est intégré pour garantir une qualité de pilotage exceptionnelle. L'accès à la cabine, pouvant accueillir jusqu'à 12 passagers, s'effectue par de larges portes coulissantes situées de chaque côté du fuselage.
En février 2025, TAI a effectué des tests par temps froid du T625 dans la région de Kiruna en Suède. Les tests effectués sont considérés comme l’une des étapes critiques du processus de certification civile et militaire.

## Un moteur 100% autochtone
Le TAI T625 a réalisé son premier vol le 6 septembre 2018 avec le moteur LHTEC T800, fabriqué par la coentreprise britanno-américaine Light Helicopter Turbine Engine Company (LHTEC)
Le lancement officiel du projet de la turbine TEI-TS1400 a eu lieu le 8 mars 2017. Sa mission principale était de maîtriser les technologies de moteurs et de réduire la dépendance envers les sources étrangères. Sous la supervision de l'Agence de l'industrie de la défense turque (SSB), le projet visait à introduire en Turquie des infrastructures dédiées à la conception, au développement et aux essais des moteurs à turbine. Le vol inaugural de la turbine TEI-TS1400 a été effectué avec l'hélicoptère TAI T625 Gökbey le 19 avril 2023. Ce projet de développement de 8 ans a été réalisé par les équipes d'ingénierie de TEI, réparties dans les agences d'Eskişehir, Ankara et Istanbul.
La puissance unitaire générée s'élève à 1 419 chevaux, avec une puissance d'urgence en cas de panne moteur (OEI) atteignant 1 683 chevaux pendant une période de 30 secondes. L'indice OEI de 30 secondes fournit une courte rafale de puissance élevée particulièrement nécessaire lorsqu'un des deux moteurs tombe en panne.